# Magistral del Oro
Magistral del Oro är en ort i Mexiko.   Den ligger i kommunen El Oro och delstaten Durango, i den centrala delen av landet, 1 000 km nordväst om huvudstaden Mexico City. Magistral del Oro ligger 1 749 meter över havet och antalet invånare är 143.
Terrängen runt Magistral del Oro är kuperad åt nordost, men åt sydväst är den platt.  Trakten runt Magistral del Oro är nära nog obefolkad, med mindre än två invånare per kvadratkilometer. Närmaste större samhälle är Santa María del Oro, 4,2 km sydost om Magistral del Oro. Omgivningarna runt Magistral del Oro är i huvudsak ett öppet busklandskap.